# 和平里站
和平里站，位于北京市朝阳区香河园街道境内。2002年拆除。

## 简介
和平里站建于1971年。1969年望和支线建成通车后，和平里站成为望和支线的终点站，是北京市区东北部主要货运站。截至1990年代中期，和平里站占地面积16万平方米，建筑面积2700平方米。站台呈南北走向。和平里站设有基本站台、货物线、仓库、货场、装卸机械等站区设施。有通往北京造纸一厂的专用铁路线。从和平里站北行与京包线接轨，折向南经望京站、北京朝阳站后转向东沟通京承线、京哈线，转向南经百子湾站沟通东南环铁路线、双丰线。南行至北京造纸一厂为专用铁路线终端。
1999年，北京城市轻轨铁路（即今北京地铁13号线）开工建设。这条轻轨铁路是利用京包铁路、东北铁路内环线、望和支线这3段既有铁路的线路位置及其交通走廊建设。由此和平里站在2002年左右被拆除，原址改建为住宅小区，西侧为13号线光熙门站。